# Bassin Bœuf
Le bassin Bœuf est un point d'eau de l'île de La Réunion, département d'outre-mer français dans le sud-ouest de l'océan Indien. Alimenté par une cascade, il est situé à environ 350 mètres d'altitude dans le cours de la rivière Sainte-Suzanne qui se jette dans l'océan Indien. Ce faisant, il relève du territoire de la commune de Sainte-Suzanne.
Ce bassin a donné son nom au canyon qui débute en dessous : le canyon de Bassin Bœuf ou canyon de Sainte Suzanne.